# Mother (Computerspielreihe)
Mother ist eine Computer-Rollenspielserie der Videospielfirma Nintendo. Die Reihe wurde von Shigesato Itoi kreiert und umfasst die drei Titel EarthBound Beginnings (Mother), EarthBound (Mother 2) und Mother 3. Die Spiele wurden in Japan und teilweise in den USA für die Plattformen Nintendo Entertainment System (NES), Super Nintendo und Game Boy Advance (GBA) veröffentlicht.
Bei den Spielen handelt es sich um RPGs mit rundenbasierenden Kämpfen. Die Reihe hatte später großen Einfluss auf die Pokémon-Serie und kleinere Indie-Spiele. Bekanntestes Beispiel ist das mehrfach veröffentlichte Indie-RPG Undertale.
Die Protagonisten der Serie sind psychokinetisch begabte Jungen. Zusammen mit ihren Freunden kämpfen sie gegen Bösewichte, die die Weltherrschaft an sich reißen wollen. Trotz des Erfolges der Serie wurde nur Mother 2, der erfolgreichste Teil, im Jahr 1995 unter dem Namen EarthBound in den USA veröffentlicht. In Europa wird EarthBound erst seit 2013 als Virtual-Console-Titel im eShop der Wii U verkauft, in dem auch Mother 1 2015 erstmals außerhalb Japans unter dem Titel EarthBound Beginnings offiziell veröffentlicht wurde.
Die Serie erhielt vor allem durch die „Super-Smash-Bros.“-Reihe an Bekanntheit, in der einige Elemente sowie die Hauptfiguren Ness und Lucas als spielbare Kämpfer eingefügt wurden.

## Mother/EarthBound Beginnings
Das Spiel war ursprünglich für eine Veröffentlichung für die USA unter dem Namen EarthBound geplant. Im September 1991 wurden bereits Soundtrack-CDs gepresst und Spieleberater gedruckt. Da sich Rollenspiele zu dieser Zeit aber nur mäßig verkauften und der Super Nintendo in den Startlöchern stand, entschied man sich gegen eine Veröffentlichung. Ein Prototyp einer vollständig übersetzten Version wurde um 1998 herum für 100 US-Dollar verkauft und im Laufe der Zeit als ROM im Internet unter den Namen EarthBound und EarthBound Zero veröffentlicht.
Eine offizielle westliche Veröffentlichung erfolgte am 15. Juni 2015 unter dem Titel EarthBound Beginnings für die Virtual Console der Wii U.

### Geschichte
Das Spiel beginnt um das Jahr 1900 in Amerika. Ein junges, frisch verheiratetes Paar (George und Maria) verschwindet spurlos. Zwei Jahre später taucht George wieder auf, um sich Studien zu widmen. Maria wird dagegen nie wieder gesehen.
1988 wird in der fiktiven Kleinstadt Podunk ein amerikanischer Junge – der zwar namenlos ist, von Nintendo aber mit dem Platzhalternamen Ninten (ニンテン) bezeichnet wird – Zeuge einer paranormalen Erscheinung. Gegenstände, u. a. Lampen und eine Puppe, greifen ihn und seine Schwestern an. Nachdem er sich den Angriffen erfolgreich zur Wehr gesetzt hat, lässt sich in der besagten Puppe eine Spieluhr finden, welche eine rudimentäre Melodie spielt. Kurz darauf klingelt das Telefon und Nintens Vater meldet sich. Nachdem er von den Ereignissen erfährt, erzählt er Ninten, dass sein Urgroßvater sich einst PSI-Forschungen gewidmet habe und hofft, in dessen Aufzeichnungen eine Erklärung zu finden. PSI ist die Quelle für die psychischen Begabungen von Ninten. Weiterhin beauftragt er Ninten, die Phänomene zu untersuchen. Im Keller findet Ninten das Tagebuch seines Urgroßvaters. Nachdem er das Küken eines Kanarienvogel an dessen Mutter zurückgegeben und ein Mädchen gerettet hat, das sich auf einem Friedhof mit Zombies verirrte, wird er beauftragt, in einem Zoo das plötzlich aggressive Auftreten der Tiere und deren Flucht zu untersuchen. Dort findet er heraus, dass die paranormalen Ereignisse sowie das Verhalten der Tiere einem außerirdischen Signal von Aliens geschuldet sind, dessen Quelle von Ninten beseitigt wird.
Mit dem Tagebuch seines Urgroßvaters kann Ninten in die magische Welt von Magicant reisen, in der er auf dessen Herrscherin Queen Mary trifft, welche von Albträumen geplagt wird. Diese bittet ihn, 8 Melodien zu finden und für sie zu spielen, da sie selbst das Lied vergessen habe. Als er zurückkommt, macht sich Ninten auf den Weg nach Merrysville. Wenig später trifft Ninten auf Lloyd, einen Jungen, der in der Schule gemobbt wird. Zusammen reisen sie in die Stadt Snowman, um dort einem Mädchen namens Ana ihren verlorenen Hut wieder zu bringen. Dort erwartet Ana bereits die Ankunft der beiden Jungen und berichtet Ninten, sie habe ihn in einem Traum bereits sehen können und schließt sich ebenfalls der Gruppe an, in der Hoffnung ihre verschollene Mutter zu finden. Auf seiner Reise kommt das Team in die Stadt Youngtown, in welcher alle Erwachsenen, bis auf zwei, von einem Ufo entführt wurden.
Nachdem die Gruppe einen Großteil der Melodien gefunden hat, begibt sie sich nach Ellay, einer Stadt, in der die sogenannte „Bla Bla Gang“ das Sagen hat. In einer Karaoke-Bar führt das Trio eine Performance vor, jedoch wird es von Teddy, dem Anführer der Bla-Bla-Gang, unterbrochen und angegriffen. Nach der Niederlage gegen Ninten schließt sich Teddy der Gruppe an, um seine Eltern, die auf dem Mt. Itoi getötet wurden, zu rächen. Lloyd bleibt zurück. Kurz bevor sie Mt. Itoi erreichen, nimmt Ana Ninten beiseite und bittet ihn, bei ihr zu bleiben. Als Ana Ninten ihre Liebe gesteht und die beiden zusammen tanzen, werden sie von Teddy unterbrochen, der auf seltsame Geräusche hinweist. Draußen werden sie von einem Roboter attackiert und sind chancenlos. Im letzten Moment erscheint Lloyd mit einem Panzer, zerstört den Roboter und trifft aus Versehen auch Teddy, der dadurch nicht weiterreisen kann, genesen muss und wieder durch Lloyd ersetzt wird. (Im japanischen Spiel ist Teddy tödlich verwundet)
Als sie mit einem Boot über den Bergsee fahren, werden sie durch einen Whirlpool unter Wasser gezogen und landen in einem Labor. Dort treffen sie auf den Roboter EVE, welcher erklärt, dass George Nintens Urgroßvater sei und angibt, von George gebaut worden zu sein, um Ninten und seine Freunde zu schützen. Die Glasfenster zerbrechen und das Labor wird geflutet. Auf dem Festland machen sich Ninten und seine Freunde weiter auf den Weg. EVE begleitet die Kinder und hilft ihnen bei Kämpfen. Kurz darauf wird die Gruppe von einem weiteren Roboter angegriffen. In diesem Kampf opfert sich EVE und Ninten erlernt eine weitere Melodie. Kurz darauf stoßen die Kinder auf einen Grabstein auf der Spitze des Berges. Es ist der Grabstein von George, dessen Seele zu Ninten spricht und ihm die letzte Melodie beibringt. Daraufhin werden die Kinder zurück nach Magicant teleportiert, wo Ninten Queen Mary die 8 Melodien auf seiner Okarina vorspielt.
Diese erinnert sich an das Lied und offenbart, dass sie eigentlich Maria, Georges Frau, ist und sie die Melodie einem Alien namens Giygas (in anderen Übersetzungen Giegue (im japanischen auch Gyiyg) genannt) als Wiegenlied vorgesungen hat. Sie hat das Alien wie ein eigenes Kind großgezogen, nachdem sie und George entführt worden sind. Während George unerlaubt vitale Informationen (vermutlich bezüglich der PSI-Kräfte) von Giygas‘ Planeten gestohlen hatte und zur Erde entflohen war, blieb Maria zurück. Da Magicant nur ein Trugbild ihrer Erinnerungen ist, löst sich Magicant kurz nach der Enthüllung in Luft auf und die Gruppe wird zu Georges Grabstein zurückteleportiert. Hinter diesem befindet sich eine Höhle, die zuvor versperrt war. Dort finden unsere Helden einen Raum voller gefangener Menschen. Unter diesen befinden sich die Erwachsenen aus Youngtown und Anas verschollene Mutter. Um diese zu befreien, muss das Mutterschiff der Aliens zerstört werden.
Kurz darauf treffen Ninten, Ana und Lloyd auf besagtes Mutterschiff, in welchem sich Giygas befindet. Giygas erklärt, dass er zwar sehr dankbar für das Großziehen durch Nintens Urgroßeltern sei, sagt aber auch, dass die Informationen, welche George stahl, dazu verwendet werden könnten, Giygas’ Rasse zu vernichten. Er macht Ninten dafür verantwortlich, dass die Pläne der Aliens durchkreuzt wurden und bietet ihn jedoch an, vermutlich aus Ehrfurcht Maria gegenüber ihn zu verschonen, wenn er sich ihm anschließt und das Mutterschiff betritt. Da der Versuch, Ninten auf seine Seite zu bringen fehlschlägt, versucht Giygas nun die Gruppe auszulöschen. Durch das vollständige Singen aller acht Melodien wird Giygas von seinen Emotionen überwältigt und flüchtet mit dem Raumschiff, kurz nachdem er schwört, wiederzukommen (siehe Earthbound). Ninten, Ana und Lloyd schauen Richtung Kamera und das Spiel endet.
In dem englischen Prototyp (bzw. EarthBound Beginnings) und in Mother 1+2 wird allerdings noch gezeigt, was mit den Hauptcharakteren passiert. Unter anderem trifft Ana ihre Mutter wieder, die Eltern kehren nach Youngtown zurück, Ana erhält einen Brief von Ninten und Lloyd wird von nun an als Held angesehen. Ninten kehrt nach Hause zurück und legt sich schlafen. Danach laufen ein Cast und der Abspann. Nach dem Abspann sieht man einen Mann, vermutlich Nintens Vater, welcher andeutet, dass etwas Neues aufgekommen ist.

### Spielwelt
Mother 1 spielt in einem Amerika der 1980er-Jahre mit fiktiven Orten wie zum Beispiel Mother’s Day (マザーズデイ, Mazāzu Dei) und Fantasy- bzw. Science-Fiction-Elementen wie Drachen, Ufos, Zombies, Robotern und PSI-Kräften. Das Spiel beginnt im Haus von Ninten in der Nähe von Mother’s Day und endet mit dem finalen Endkampf auf dem Gipfel des Holy Loly Mountain (ホーリーローリーマウンテン, Hōrī Rōrī Maunten).

### Gameplay
Man steuert Ninten mit dem Steuerkreuz, die anderen Teammitglieder folgen ihm. Drückt man den B-Knopf beim Laufen, rennt man. Dies ist allerdings nur in dem englischen Prototyp sowie in Mother 1 und 2 möglich. Drückt man A, so öffnet sich ein Menü, über dem man mit Leuten reden, mit verschiedenen Dingen interagieren, PSI-Kräfte nutzen, den Status ansehen und Gegenstände benutzen kann. Jeder der Charaktere hat HP, PP und EXP sowie andere Werte, die im Kampf (s. u.) benötigt werden: Die HP (Hitpoints) zeigen an, wie verwundet der Charakter ist. Je weniger HP er/sie hat, desto eher sollte er/sie mit einem Gegenstand oder PSI-Kräften geheilt werden. Sinken die HP eines Charakters auf null, so wird der Charakter besiegt und ist kampfunfähig, bis man ihn/sie zu einem Krankenhaus bringt oder mit einer bestimmten Aktion wieder heilt. In Hotels und anderen bestimmten Orten kann man alle HP von allen Charakteren (solange sie nicht besiegt sind) wieder aufladen.
Die PP (Psychic Points) zeigen an, wie oft man noch auf PSI Kräfte zugreifen kann. Jede PSI-Kraft verbraucht bei Benutzung eine bestimmte Anzahl PP. Hat ein Charakter nicht mehr genügen PP für eine PSI-Kraft übrig, so kann er diese nicht mehr einsetzen, bis er seine PP mit einem Gegenstand oder an bestimmten Orten im Spiel (z. B. in einem Hotel) wieder auffüllt. Die EXP (Experience) zeigen an, wann ein Charakter sein nächstes Level Up (s. u.) erreicht. EXP erhält man durch das Besiegen von Gegnern. Wie viel EXP man von einem Gegner erhält, hängt in den meisten Fällen davon ab, wie stark ein Gegner ist (je stärker der Gegner, desto mehr EXP). Die für ein Level Up benötigte Anzahl an EXP steigt mit jedem Level Up. So kann man z. B. am Ende des Spiels kaum noch mit Gegnern vom Anfang des Spiels ein Level Up erreichen. Die EXP der Gegner werden auf alle Charaktere aufgeteilt. Ist ein Charakter besiegt, erhält er keine EXP, bis er wieder geheilt wurde. Erreicht ein Charakter ein Level Up, so steigen seine Werte (d. h. HP, PP, Angriffskraft, Verteidigung, Geschwindigkeit usw.). Wie hoch der Level eines Charakters ist, wird durch eine Zahl dargestellt. Jeder Charakter startet auf Level 1. Bei jedem Level Up steigt diese Zahl um 1.
Läuft man an bestimmten Orten, so kann es passieren, dass man von einem Gegner angegriffen wird. Nun öffnet sich ein Kampfbildschirm und dem Spieler stehen verschiedene Aktionen zur Verfügung:
- Er kann normal angreifen (der Schaden, der verursacht wird, hängt von dem Angriffswert des Charakters ab. Diesen kann man manuell durch das Ausrüsten von Waffen erhöhen)
- Den Gegner anschauen (dadurch kann man die Stärken und Schwächen der Gegner erkennen)
- Sich verteidigen (dadurch erleidet man weniger Schaden dutch gegnerische Attacken. Ansonsten hängt der erlittene Schaden von der Angriffskraft des Gegners und der eigenen Verteidigung ab. Bei eigenen Angriffen ist es genau andersherum. Den Verteidigungswert kann man auch durch das Ausrüsten mit bestimmten Gegenständen erhöhen)
- PSI-Kräfte nutzen (mit diesen kann man sich heilen, Statuswerte temporär erhöhen bzw. vom Gegner senken, angreifen uvm. Nur Ninten und Ana können PSI-Kräfte einsetzen. Sie erlernen solche, wenn sie ein bestimmtes Level erreicht haben und dann einen zufälligen Kampf gewinnen oder aus einem fliehen)
- Fliehen (je höher der Geschwindigkeitswert, desto eher gelingt die Flucht vor dem Gegner)
- Gegenstände benutzen (diese können dem Gegner schaden, die eigenen Werte erhöhen bzw. aufladen oder andere Sachen bewirken). Gegenstände kann man sich in Läden kaufen oder auf dem Weg in Form von Geschenken finden
- Auf „auto“ stellen (dies bewirkt, dass alle Charaktere den Kampf alleine bestreiten und man keine Kontrolle mehr über das Handeln der Charaktere hat. Man kann diese Funktion wieder ausschalten, indem man B drückt)
- Singen (dies ist erst möglich, sobald Ninten alle acht Melodien gefunden hat und ist auch nur im Kampf gegen Gyiyg vonnöten)

Nachdem für jeden eine Aktion ausgewählt wurde, werden diese automatisch ausgeführt. Auch jeder Gegner kann eine Aktion ausführen. Die Reihenfolge, in der die Charaktere ihre Aktionen ausführen, hängt von dem Geschwindigkeitswert ab. Beispiel: Hat ein Gegner den höchsten Geschwindigkeitswert, darf er zuerst handeln. Danach folgt Ninten, weil er den zweithöchsten Geschwindigkeitswert hat usw. Ziel eines Kampfes ist es, die HP jedes Gegners auf null zu bringen. Wird jeder Charakter im eigenen Team besiegt, so verliert man den Kampf und wird zum letzten Telefon (s. u.) oder Speicherpunkt teleportiert. Dabei wird allerdings nicht der Fortschritt gelöscht, man befindet sich nur an dem Ort, an dem man das letzte Mal gespeichert hat, mit dem Unterschied, dass Nintens Teammitglieder besiegt sind und er selbst keine PP mehr hat.
Man speichert, indem man an einem Telefon Nintens Vater anruft. Wenn man nun die Konsole ausschaltet, so kann man jederzeit von dort fortsetzen. Man wird auch nach einem Game Over zum letzten benutzten Telefon oder zu einem bestimmten Ort im Spiel zurückteleportiert.

## Mother 2/EarthBound

### Geschichte
Die Geschichte beginnt nahe der fiktiven Kleinstadt Onett (オネット, Onetto) der 1990er-Jahre. Die junge Hauptfigur Ness (ネス, Nesu) schläft, als auf dem Berg in der Nähe seines Hauses ein Meteorit einschlägt und die örtliche Polizei das Gebiet abriegelt.
Porky Minch (ポーキー・ミンチ, Pōkī Minchi; Pokey Minch in EarthBound), der nervtötende Nachbarsjunge, bittet Ness, seinen verschwundenen Bruder Picky (ピッキー, Pikkī) wiederzufinden, welcher unbedingt den Meteor untersuchen wollte. Im Rahmen dieser Suchaktion treffen die beiden auf ein bienenähnliches Wesen namens Bunbūn (ブンブーン; Buzz Buzz in EarthBound), das mit dem Meteoriten aus der Zukunft kommt und Ness als Auserwählten identifiziert, einen außerirdischen Invasoren Giygas (Giegue, Gyiyg, ギーグ, Gīgu) aufzuhalten, bevor Buzz Buzz von Porkys Mutter erschlagen wird (Sie hielt ihn für einen Stinkkäfer). Porky hat wenig Interesse, Teil der Prophezeiung zu sein und bleibt zuhause. Ness soll auf seiner Reise acht spezielle Heiligtümer aufsuchen, um die dort vorhandenen Melodien mit seinem zuvor erhaltenen „Sound Stone“ aufzuzeichnen. Ness wird zudem gewarnt, dass Giygas Einfluss auch Tiere und Menschen negativ beeinflussen könne.
In Onett selbst verschafft sich Ness nach einer Auseinandersetzung mit einer Schlägerbande, den Sharks und deren Anführer Frank, Zugang zur Höhle des Giant Step, eines übergroßen Fußabdrucks auf einem Plateau. Nach dem Bezwingen einer riesigen Ameise erhält Ness die erste Melodie. Beim Verlassen des Areals wird er von der Polizei abgefangen und zur örtlichen Wache gebeten. Eine siegreiche Auseinandersetzung mit dem Polizeichef bringt Ness die Erlaubnis, Onett in Richtung Twoson zu verlassen. Bei einem Zwischenstopp in der Vorschule erfährt Ness, dass Paula, die PSI-begabte Tochter des leitenden Ehepaares, entführt wurde. Beim Besuch des öffentlichen Parks und dem Kampf gegen den merkwürdigen Everdred erfährt Ness, wo Paula gefangen gehalten wird: Inmitten des Peaceful Rest Valley. Nachdem sich Ness dorthin begibt, erfährt er, dass ein gewisser „Happy-Happy-Kult“, angeführt von Mr. Carpainter, Paula entführt hat und mit ihrer Hilfe die ganze Welt blau färben will. Ness befreit Paula und bekehrt Mr. Carpainter, welcher von einer Statue eine Gehirnwäsche erhalten hatte und den Happy-Happy-Kult wieder auflöst.
Ness und Paula helfen einer Band, den Runaway Five, ihre Schulden loszuwerden. Diese danken ihnen, indem sie Ness und Paula zur nächsten Stadt, Threed, fahren. Dort angekommen stellt sich heraus, dass die Stadt von Zombies heimgesucht wird. Besagte Zombies entführen Ness und Paula und sperren sie ein. Paula ruft mit ihren telephatischen Kräften Jeff und bittet ihn, die beiden zu befreien. Mit dem Skyrunner, einer Erfindung seines Vaters, dem Erfinder Dr. Andonuts, gelangt er nach Threed und befreit die beiden. Danach stoppt das Trio die Zombies und geht weiter.
Nach dem Marsch durch die Wüste gelangt die Gruppe nach Fourside, eine große Stadt. Nachdem sie den Runaway Five aus einem Knebelvertrag geholfen hat, besucht sie das örtliche Kaufhaus, als der Strom ausfällt und Paula abermals entführt wird. Im obersten Stockwerk treffen Ness und Jeff auf ein Alien, das nur zu dem Zweck entsandt wurde, Ness aufzuhalten. Da Paula sich nicht im Kaufhaus befindet, verlassen sie das Kaufhaus und treffen auf offener Straße den am Boden liegenden Everdred, der behauptet, Mr. Monotoli habe ihm eine bei Ausgrabungen gefundene böse Statue (Mani-Mani-Statue) gestohlen (die er zuvor selbst gestohlen hatte), und versteckt sich im Café nebenan. Beim Untersuchen des Cafés landet die Gruppe in Moonside, einem fluoreszierenden Ort, wo immer das Gegenteil von dem gesagt wird, was gemeint ist. Nach dem Finden und Zerstören der Mani-Mani-Statue landen Ness & Co. in einem Raum des Kaufhauses. Sie bahnen sich den Weg durch das Monotoli-Hochhaus und können sich nach einem Kampf gegen einen Roboter, der im Kampf durch die Runaway Five deaktiviert wird, Mr. Monotoli stellen. Dieser erzählt ihnen von den Stimmen, die er durch die Mani-Mani-Statue empfangen hat und einem Ort namens Summers. Der für diese Reise angebotene Helikopter wird jedoch von Porky entwendet. Paula, die bei Mr. Monotoli war, schließt sich der Gruppe an. In Threed wurde der von Jeff zuvor zerstörte Skyrunner repariert und die Gruppe fliegt zurück nach Winters zu Dr. Andonuts. Dieser baut ihnen eine „verbesserte“ Version des Skyrunners, mit welchem die Gruppe in Summers eintrifft.
Währenddessen ist in einem weit entfernten Königreich Prinz Poo durch Meditation in der Lage, zu teleportieren und stößt kurz darauf zur Gruppe hinzu, weil es sein Schicksal ist. Nach und nach sammelt Ness weitere Melodien und landet nach einer längeren Reise im Tenda Village. Die Bewohner sind sehr schüchtern, und ein wirkungsvolles Buch, mit dem sie ihre Schüchternheit ablegen können, ist an eines der Genies (Apple Kid) aus Twoson verliehen. Eine Verkettung verzwickter Umstände lässt die Gruppe schließlich beim Stonehenge nahe dem Labor von Dr. Andonuts aufschlagen. Unter diesem befindet sich eine riesige Anlage der Außerirdischen, wo Ness’ Gruppe nach kräftezehrendem Kampf u. a. Apple Kid, Dr. Andonuts und Tony befreien können. Sie geben das Buch den Tendas ab, welche nun nicht mehr schüchtern sind und so den Weg öffnen können.
Der weitere Weg führt die vier in die verlorene Unterwelt, die so riesig ist, dass die Gruppe nur noch winzig dargestellt wird. Im einzigen Dorf erfährt der Spieler von den Fire Springs, welche die letzte Melodie beheimaten. Auch gibt es hier die Möglichkeit, die „Cave of the Past“ zu besuchen, was später noch wichtig wird. Am Ende der Fire Springs erlernt Ness die achte Melodie und bricht zusammen, nachdem er in einem Flashback u. a. seine Eltern gesehen hat, wie sie sich um ihn als Baby kümmern und er erste latente PSI-Fähigkeiten offenbart.
Ness ist nun auf sich allein gestellt und befindet sich in Magicant, einer Illusion projiziert aus seinen eigenen Gedanken. Nur im Pyjama bekleidet (nackt mit roter Mütze in der japanischen Version) trifft er hier auf seltsame Abbilder von Leuten, die er auf seiner Reise getroffen hat, und nach jedem Gespräch ändern sich die kompletten Farben der Umgebung. Am Ende des langen Wegs durch den Sea of Eden bekämpft er erfolgreich seinen Albtraum (in Form der Evil-Mani-Mani-Statue) und hat nun, ohne das Böse in seinem Herzen, vollen Zugriff auf die Kräfte der acht Heiligtümer. Seine eigene Stimme sagt ihm, er solle nach Saturn Valley (ein Ort, den man zuvor im Spiel erreicht hatte) gehen. Er erwacht, deutlich stärker als zuvor, und gemeinsam reist die Gruppe nach Saturn Valley zurück.
Man erfährt, dass Giygas bereits angreift, allerdings aus einer Zeit zehn Jahre zuvor. Eigentlich sollte man mit Hilfe von Dr. Andonuts’ Phase Distorters in die Vergangenheit reisen, dieser wurde jedoch gestohlen. Die Gruppe teleportiert sich in die Cave of the Past, wo nun die Seelen von Ness, Paula, Jeff und Poo in Roboter-Hüllen transferiert werden müssen, da Zeitreisen den Körper extrem schädigen. Von dort aus reist man mit dem Phase Distorter II 10 Jahre zurück. In der unwirtlichen Welt voller Aliens und Monster findet man am Ende einer Höhle schließlich Giygas, der von einer Maschine zurückgehalten wird, und zudem auf Porky, der sichtlich gealtert in einem Spidermech hockt. Nachdem man Porkys Mech schwer beschädigt hat, schaltet dieser die Maschine von Giygas ab, welcher daraufhin unkontrolliert angreift. Der Kampf wird irgendwann von Porky unterbrochen, als er wieder einmal versucht Ness zu demütigen. Ab dieser Stelle ist Giygas nicht mehr durch normale Attacken verwundbar, also ist es an Paula, durch Beten die Kräfte aller Menschen, denen die Gruppe geholfen hat, zu bündeln und Giygas zu vernichten. Nachdem die ersten Versuche moderaten Schaden angerichtet haben und ein weiterer Versuch fehlschlägt, bittet Paula umso verzweifelter, dass jemand die Gebete erhöre. Nach einigen kryptischen Buchstaben wird irgendwann der Name des Spielers sichtbar, dessen Gebet dann Giygas den Gnadenstoß verpasst.
Nachdem Giygas bezwungen ist, werden die Seelen der Gruppe wieder in die Körper der Gegenwart transferiert. Paula bittet Ness, sie nach Hause zu bringen und sie nicht zu vergessen. Es gibt allerdings auch ein alternatives Ende, wenn man sie zu Ness’ Haus bringt. Nachdem Ness mit seiner Mutter spricht und die Fotos des Spiels anschaut (die an den ungewöhnlichsten Orten geschossen wurden), klopft es mitten in der darauffolgenden Nacht an die Tür. Es ist Picky, der einen höhnischen Brief von Porky überbringt („Komm, fang mich doch“) und das Spiel endet.

### Bedeutung der Mani-Mani-Statue
Ein Leitmotiv des Spiels ist die böse Mani-Mani-Statue, ein goldener Götze, der einem humanoiden Wesen mit Stierkopf ähnelt. Diese Statue bringt überall dort, wo sie auftaucht, Bosheit und Zwietracht in die Welt. Zunächst wird sie in Onett von dem ortsansässigen Schatzsucher Lier X. Agerate (Wortspiel mit liar und exaggerate, also Lügner und übertreiben), ausgegraben. Später trifft man sie im Happy-Happy-Dorf, wo sie den Sektenführer Carpainter kontrolliert. Anschließend wird sie vom Dieb Everdred gestohlen, dieser verliert sie aber wieder an Geldegarde Monotoli. Monotoli wird von der Statue ebenfalls beherrscht, wird Bürgermeister von Fourside und missbraucht seine Macht, um Paula zu entführen. Als Ness und Jeff die Statue aufspüren, finden sie sich in Moonside wieder, eine von der Statue erzeugte Illusion. Dort können sie die Statue besiegen, woraufhin sie die Illusion wieder verlassen können. Die Statue ist nun zerstört. Später, als Ness alle acht Heiligtümer besucht hat, findet er sich in Magicant wieder, ein Land, das aus seinen Gedanken erschaffen wurde. Dort muss Ness seine dunkle Seite bekämpfen, die ebenfalls die Form der Statue annimmt.
Die Mani-Mani-Statue ist ein direktes Werkzeug von Giygas, der mit ihrer Hilfe die Menschen und Tiere in ihrer Umgebung zum Bösen hinwendet. Überall wo die Statue auftaucht, ist auch Pokey, Ness' Nachbar, der sich zuerst als Assistent von Carpainter, dann von Monotoli und zuletzt von Giygas selbst zu erkennen gibt. Referenzen auf das goldene Kalb aus der Bibel sind nicht zu übersehen: Die Statue ist aus purem Gold und trägt einen Stierkopf. Dies und der sprechende Name der Statue (Mani klingt wie Money, also Geld) lassen eine antikonsumeristische Kritik vermuten.

### Spielwelt
Mother 2 spielt in mehreren fiktiven Ländern, wie zum Beispiel dem Staat EagleLand (イーグルランド, Īgururando; Eagleland in EarthBound) (eine Hommage an die Vereinigten Staaten von Amerika), dem merkwürdigen Ort Moonside (ムーンサイド, Mūnsaido), an dem alles verkehrt herum ist, oder dem östlichen Königreich Ramma (ランマ; Dalaam in EarthBound). Man startet in Onett, einer Kleinstadt in EagleLand und bereist viele Orte, bevor man schließlich Giygas in der Cave of the Past (in EarthBound) stellt.
Die ersten vier Orte (Onett, Twoson, Threed und Fourside) sowie Tenda Village sind Erweiterungen der englischen Zahlen.

### Gameplay
Im Vergleich zum ersten Teil hat sich nicht viel geändert und das Grundprinzip bleibt gleich. Allerdings sind die Gegner nun auch auf der Oberwelt zu sehen und man kann ihnen somit bewusst aus dem Weg gehen. Berührt ein Gegner einen von hinten, erhält er einen Erstangriff. Berührt man selbst einen Gegner von hinten, erhält man selbst einen Erstangriff. Dadurch kann man schwache Gegner direkt besiegen, ohne gegen sie kämpfen zu müssen. Zudem gibt es nun Fähigkeiten, die nur bestimmte Charaktere ausführen können: So kann nur Paula beten, was eine zufällige Handlung bewirkt und zum Besiegen von Giygas vonnöten ist. Jeff kann kaputte Gegenstände reparieren und die Stärken und Schwächen der Gegner erkennen und Poo kann sich in bestimmte Gegner verwandeln und so deren Fähigkeiten kopieren.
Die HP und PP werden nun als eine Art Tachometer angezeigt, welches sich bei einem gegnerischen Treffer langsam dreht. Dadurch kann man selbst bei einem tödlichen Treffer noch gewinnen, wenn man den Kampf beendet, bevor der Tacho auf null stehen bleibt.

## Mother 1+2
Mother 1 + 2 (MOTHER 1 + 2 Mazā Wan-Tsū) ist ein Konsolen-Rollenspiel, das von Ape Inc., Nintendo Tokyo R&D Products und HAL Laboratory entwickelt und von Nintendo am 20. Juni 2003 für den Game Boy Advance veröffentlicht wurde.
Es ist eine Zusammenstellung der ersten beiden Teile der Mother-Serie, MOTHER und MOTHER 2: GIYGAS STRIKES BACK! (außerhalb Japans als EarthBound Beginnings bzw. EarthBound bekannt).
Das Spiel war als Werbung für das kommende Mother 3 gedacht (ebenfalls für den Game Boy Advance als Wiedergeburt des Franchise, und es wurde bisher nur in Japan veröffentlicht).
Da es sich um zwei verschiedene Spiele handelt, variieren die Entwicklerangaben, aber sowohl bei Mother als auch bei Mother 2 fungierte Shigesato Itoi als Designer und Regisseur, und die Musik wurde von Keiichi Suzuki und Hirokazu Tanaka komponiert.
Mother erzählt die Geschichte von Ninten, einem 12-jährigen Jungen, der mit seinen übersinnlichen Kräften um die Welt reist, um acht Melodien zu sammeln und den Planeten vor einer bösen Rasse von bewusstseinskontrollierenden Aliens zu retten. Mother 2 erzählt die Geschichte von Ness, einem Jungen, der um die Welt reist und ebenfalls seine übersinnlichen Kräfte einsetzt, um acht Melodien zu sammeln und die Zukunft vor einem Außerirdischen des puren Bösen zu retten, der beabsichtigt, die gesamte Realität zum Schrecken der ewigen Dunkelheit zu verurteilen.

### Entwicklung
Mother wurde von dem japanischen Werbetexter und Fernsehmann Shigesato Itoi entworfen und geleitet. Das Spiel wurde nach dem Lied „Mother“ von John Lennon benannt. Ursprünglich wurden die letzten Teile des Spiels nicht auf Bugs und Balanceprobleme getestet. Dieses Problem wurde bei der Veröffentlichung von Mother 1 + 2 behoben.
Die Entwicklung von Mother 2 fand in Zusammenarbeit zwischen Ape, Inc. und HAL Laboratory, Inc. statt und wurde erneut von Shigesato Itoi entworfen. Die gesamte Entwicklungszeit für das Projekt betrug fünf Jahre, viel länger als ursprünglich erwartet. Da zwei Unternehmen an Mother 2 arbeiteten, wurden die Verantwortlichkeiten zwischen den beiden Studios aufgeteilt. Bei Ape arbeiteten mehr Mitarbeiter an dem Titel und waren für die Daten des Spiels zuständig, während HAL sich um die Programmierung kümmerte. Da sich die beiden Studios an unterschiedlichen Standorten befanden, mussten die Mitarbeiter regelmäßig zwischen den Studios hin- und herreisen, um zu arbeiten.
Eine direkte Fortsetzung von Mother 2 für den Nintendo 64 befand sich später in der Entwicklungsphase, wo sie viele Jahre lang blieb, bevor sie am 21. August 2000 eingestellt wurde. Drei Jahre später begann die Überarbeitung des Projekts für einen dritten Teil, Mother 3. Zu dieser Zeit wurden die ersten beiden Titel für ihre bevorstehende Wiederveröffentlichung auf dem Game Boy Advance verbessert, um Mother 3 zu fördern.
Das Spiel wurde am 20. Juni 2003 von Nintendo veröffentlicht und enthielt ein Bonus-Handyarmband von Mr. Saturn für vorbestellte Pakete des Spiels. Obwohl das Armband ursprünglich nur für Vorbesteller des Spiels gedacht war, wurde es aufgrund seiner Beliebtheit kurzzeitig auf Amazon in Japan verkauft. Später wurde eine preisreduzierte Version des Spiels für etwa 2.600 Yen veröffentlicht, die mit einer Club-Nintendo-Serienkarte verpackt war. Mother 1 + 2 verkaufte sich über 250.000 Mal, und von der reduzierten Version wurden weitere 60.000 Exemplare verkauft.
Obwohl die Portierung nur in Japan veröffentlicht wurde, handelt es sich bei den in Mother 1 + 2 enthaltenen Versionen von Mother und Mother 2 um Neuübersetzungen der englischen Versionen der Spiele, auch wenn Mother ironischerweise nie eine richtige englische Veröffentlichung hatte. Der Name der Firma, die für die Portierung und Neuübersetzung verantwortlich war, wurde von Nintendo nie bekannt gegeben.

### Marketing
Obwohl das Konzept von Mother 1 + 2 darin bestand, zwei separate Spiele in einem leicht zugänglichen Paket zusammenzufassen, konzentrierte sich die Werbung ausschließlich auf Mother 2 (in Nordamerika als EarthBound bekannt), sehr zum Missfallen der langjährigen Fans, die argumentierten, dass die Werbestrategie die Bedeutung des ersten Spiels schmälerte.

### Verkäufe
Bis Ende 2003 wurden von Mother 1 + 2 über 278.000 Exemplare verkauft.

### Musik
Der Soundtrack von Mother 1 + 2 wurde von Keiichi Suzuki und Hirokazu Tanaka komponiert. Er wurde 2003 auf Compact Disc veröffentlicht. Er besteht aus verschiedenen Arrangements der Originallieder, aber der Titel verleitete einige Käufer zu der Annahme, es handele sich um eine Neuauflage des ursprünglichen Mother-Soundtracks. Die Arrangements des Soundtrack waren von schlechter Qualität (ein direktes Ergebnis der schlechteren Audiokompression des GBA im Vergleich zum SNES, was auch bei anderen GBA-Portierungen von SNES-Titeln zu beobachten war), außerdem enthielt die CD-Hülle zahlreiche Fehler bezüglich der Songtitel. Die Veröffentlichung führte jedoch zu erneuten Rufen nach einer Wiederveröffentlichung des Mother-Soundtracks und am 18. Februar 2004 folgte eine „remastered version“ des Mother-Soundtracks.
Suzuki hat John Lennon als eine einflussreiche Figur für die Komponisten angeführt, als sie die Original-Songs aus beiden Spielen komponierten.

## Unterschiede zu Mother und Mother 2
Zahlreiche Änderungen aus den Originalversionen wurden in Mother 1 + 2 übernommen. Die Änderungen in Mother, die sich auf die Ereignisse im Spiel, die Grafik und die Gegenstände beziehen, sind größtenteils identisch mit den Änderungen, die in EarthBound Beginnings vorgenommen wurden. Zwei offensichtliche Unterschiede in beiden Spielen sind, dass alles vergrößert erscheint und der Sound aufgrund der Bildschirm- und Soundbeschränkungen des Game Boy Advance verändert wurde (der Soundunterschied ist im Mother 2-Teil deutlicher, wo die Audioqualität aufgrund der Audiokompression des GBA deutlich schlechter ist). Außerdem ist die Beleuchtung viel heller, um das Fehlen einer Hintergrundbeleuchtung auf dem GBA auszugleichen.

## Mother 3

### Handlung
Das Spiel beginnt im idyllischen, fast schon utopischen Dorf Tazmily. Hier hat jeder eine Aufgabe, der er nachgeht. Es gibt keine Währung. Wenn jemand etwas braucht, nimmt er es sich einfach. Alles Negative der Welt ist der Dorfgemeinschaft scheinbar unbekannt.
Die Zwillinge Claus und Lucas und deren Mutter Hinawa sind im Urlaub bei Hinawas Vater Alec. Kurz bevor sie sich auf den Weg nach Hause machen, verschickt Hinawa eine Brieftaube mit einem Brief an ihrem Mann Flint. Dabei beobachtet sie ein seltsames Flugobjekt im Himmel.
Der Sonnenscheinwald rund um das Dorf Tazmily steht in Flammen. Der Brand wurde von ein paar seltsamen Männern in Schweinemasken gelegt. Kurz nachdem der Regen den Brand wieder löscht, bemerkt Flint, dass seine Frau und seine Söhne immer noch nicht zu Hause sind. Sofort macht er sich auf die Suche und begegnet dabei den Menschen in Schweinemasken, die ein Karibu „umgebaut“ haben, sodass es nun halb Tier, halb Maschine ist. Das eigentlich friedliche Tier greift Flint an. Nach dem Kampf findet Flint ein Notizbuch der Schweinemasken, in dem ihre Agenda zu lesen ist: Sie wollen in die Natur eingreifen und die Tiere „verbessern“. Entweder durch mechanische Aufrüstung oder durch Kreuzung mit einem anderen Tier wollen sie so eine Horde von Chimären erschaffen.
Lucas und Claus tauchen wieder auf und sind wohlauf. Allerdings wurde Hinawa auf dem Rückweg von einem eigentlich friedlichem Drago (dinosaurierartige Kreatur) getötet. Claus schwört seine Mutter zu rächen und macht sich auf in die Berge, kommt aber nicht zurück. Flint und Alec machen sich auf die Suche. Sie treffen auf die androgynen, feenartigen Magypsies, mit denen Alec befreundet ist, und werden letztendlich von einem ebenfalls rekonstruierten Drago, der halb Tier, halb Maschine ist, angegriffen. Flint kann den Angriff abwehren, Claus aber nicht finden.
Duster, ein junger gehbehinderter Dieb in der Ausbildung, wird von seinem Vater und Meister Wess beauftragt, einen legendären Gegenstand aus dem Schloss Osohe zu stehlen. Als er diesen nicht finden kann, begleitet ihn Wess ins Schloss. Die Schweinemasken stellen sich als Armee heraus; von ihnen ist eine Division ins Schloss eingedrungen. Im Schloss finden Duster, Wess und die burschikose Prinzessin Kumatora das geheimnisvolle Ei des Lichts. Als sie es stehlen wollen, werden sie aus dem Schloss gespült. Wess und Kumatora stranden bald wieder in Tazmily, Duster verschwindet samt Ei. Im dritten Kapitel zwingt Fassad, ein hochrangiges Mitglied der Schweinemaskenarmee, den Affen Salsa, sogenannte „Glücksboxen“ ins Dorf Tazmily auszuliefern, die die Dorfbewohner passiv und unfähig zum Widerstand machen sollen. Salsa wird im Laufe des Kapitels von Kumatora und Wess gerettet.
Drei Jahre später ist aus dem verschlafenen Dorf eine moderne Kleinstadt geworden. Fassads Einfluss hat sich ausgebreitet, das Konzept Geld ist nun ebenso geläufig wie Glücksboxen in fast jedem Haushalt. Häuser, die keine Glücksboxen haben, werden häufig von Blitzen getroffen. Die Armee der Schweinemasken hat nun deutlich mehr Kontrolle in der Spielewelt. Autoritär greifen sie in das Dorfleben ein. Als sich z. B. Wess laut gegen die Ansprachen von Fassad ausgesprochen hatte, wurde er in ein Altersheim, das eigentlich eher ein Gefängnis ist, geworfen. Zudem wimmelt es geradezu vor grotesken Chimären. Kreuzungen wie Hundefische und Hammerhai-Kängurus trifft man nun häufiger, genau wie Nashornraketen und mechanisch aufgezogene Wildschweine.
Das Gerücht geht um, dass der verschwundene Duster wieder aufgetaucht ist. Angeblich trägt er jetzt den Namen Lucky und ist Bassist einer Band namens DCMC, die jeden Abend im Club Titiboo spielt. Lucas und sein Hund Boney wollen dem auf dem Grund gehen. Auf dem Weg erlernt Lucas PK Liebe, eine besonders seltene und starke Form der PSI-Kräfte. Lucas und Boney verschaffen sich Zugang zu dem Club und überreden die Band, dass Duster sich ihnen anschließen soll, um das Ei des Lichts wiederzufinden. Duster hat zwar sein Gedächtnis verloren, stimmt aber zu. Kumatora, die unter dem Synonym „Violet“ im Club Titiboo gekellnert hatte, um vor den Schweinemasken sicher zu sein und ein Auge auf „Lucky“ zu haben, kommt ebenfalls mit. Während die vier das Ei suchen, laufen sie häufig Mitgliedern der Schweinemaskenarmee über den Weg. Lucas wird dabei ständig für einen Kommandanten der Armee gehalten, so dass er sich, nachdem Duster das Ei wiedergefunden und seine Erinnerungen zurückerhalten hat, auch Zugang zum Donnerturm verschaffen kann, der die „Gewitter“-Einschläge auf die Häuser, in denen keine Glücksboxen stehen, verursacht. Lucas und seine Freunde sabotieren den Donnerturm. Fassad ruft sich kurz vor der Zerstörung des Reaktors ein Luftschiff, fällt dann aber vom obersten Stockwerk des Turms. Lucas und seine Freunde versuchen, selbst an Bord des Luftschiffes zu gelangen, fallen aber hinunter. Dabei werden sie von einem maskierten Mann, der aus dem Luftschiff heraus schaut, beobachtet.
Lucas und Boney landen in einem Sonnenblumenfeld. Dort sieht Lucas eine Illusion seiner Mutter, die ihn zu sich zu rufen scheint. Lucas und Boney folgen ihr, fallen dabei von einer Klippe in einen Heuhaufen, den Alec auf Geheiß der ihm im Traum erschienenen Hinawa dort positioniert hat.
Zurück in Tazmily wird Lucas von der Magypsy Ionia aufgeklärt, dass unter den Nowhere Islands, welche die gesamte Spielewelt darstellen, ein riesiger, schwarzer Drache schlummert. Dieser wurde aufgrund seiner enormen Macht mit sieben Nadeln versiegelt. Die Aufgabe der Magypsies ist es, diese Nadeln zu bewachen. Sobald die Nadeln gezogen werden, verschwinden sie. Wenn alle sieben Nadeln gezogen werden, erwacht der Drache wieder und es wird eine zweite Apokalypse geben. Je nachdem, ob derjenige, der die Nadeln zieht, ein reines oder ein böses Herz hat, wird auch der Drache ein reines oder ein böses Herz haben. Wie die Apokalypse für alle Beteiligten ausgeht, hängt vom Herzen des Drachen ab. Nur wer PK Liebe beherrscht, kann die Nadeln ziehen. Die erste Nadel im Innenhof des Schloss Osohe wurde von dem mysteriösen maskierten Mann gezogen, der sich als Kommandant der Schweinemasken herausstellt. Also muss sich Lucas auf den Weg machen, um dem maskierten Mann bei den anderen Nadeln zuvorzukommen, damit der Drache beim Erwachen nicht das böse Herz des Kommandanten erhält.
Auf der Suche nach den Nadeln erforscht Lucas das Chimära-Labor, in dem die Schweinemaskenarmee ihre grausamen Experimente an den Tieren durchführt, und trifft dort auf Dr. Andonuts aus EarthBound. Nachdem sich Kumatora erneut Lucas und Boney angeschlossen hat, finden die drei eine mysteriöse Flaschenpost, die sie direkt in den Saturn Valley führt. Die Mr. Saturns aus EarthBound werden von der Schweinemaskenarmee gefoltert, können aber durch Lucas gerettet werden. Duster, der sich ebenfalls im Saturn Valley befindet, schließt sich wieder der Gruppe an. Auf dem Weg zur Nadel im Saturn Valley trifft die Gruppe wieder auf einen alten Bekannten: Fassad wurde nach seinem Sturz vom Donnerturm rekonstruiert und kann sich nur noch mittels Musik verständigen, die von einem fliegenden Übersetzer dem Spieler und der Gruppe verständlich gemacht wird. Fassad will Rache nehmen, kann jedoch besiegt werden.
Als sowohl Lucas als auch der maskierte Mann je drei Nadeln gezogen haben, erhalten Lucas und seine Freunde eine Einladung von König Porky in die große Stadt New Pork City. Alles in dieser Stadt dient der Huldigung von König Porky. Bei ihm handelt es sich um Porky Minch, Ness' alten Nachbarn aus EarthBound. In der Stadt trifft Lucas viele alte Bewohner aus Tazmily wieder, unter anderem Leder, den riesigen Glöckner. Er erzählt Lucas, dass die Einwohner des Dorfes eines Tages auf einem weißen Schiff zu den Nowhere Islands gekommen sind. Sie waren Überlebende einer noch viel größeren Gruppe an Menschen, die durch ihr rücksichtsloses Handeln die Erde größtenteils zerstört haben. Damit so etwas nicht noch einmal passiert, verschlossen sie all ihre Erinnerungen im Ei des Lichts und gaben sich selbst neue Rollen, die sie in der Dorfgemeinschaft einnehmen sollen. Kumatora beispielsweise wurde die Rolle der Prinzessin zugeschrieben, und Leder die des Geheimniswahrers. Eines Tages kam Porky Minch mithilfe des Phase Distorter 1 in diese Zeitepoche und erfuhr von der Magypsy Locria alle Geheimnisse. Dadurch konnte er die Kontrolle über die gesamten Inseln übernehmen. Er brachte Menschen aus allen Epochen auf die Nowhere Islands, unterzog sie einer Gehirnwäsche und formierte sie zu seiner Schweinemaskenarmee, deren einziges Ziel es ist, die Welt und die Tiere zu Meister Porkys persönlichem Spielzeug zu machen. Da er auch die Macht des Drachen für sich beanspruchen möchte, hat er auch den maskierten Mann unter seine Kontrolle gebracht.
Lucas und seine Freunde machen sich auf, um Porky zu stellen. Dabei laufen sie noch einmal Fassad über den Weg, der nun noch stärker rekonstruiert wurde. Nachdem er ein zweites Mal besiegt wurde, möchte er Porkys Spielchen nicht mehr mitspielen und stirbt. Porky wartet im 100. Stock des Empire Pork Buildings. Auf dem Weg dorthin müssen Lucas und seine Freunde allerlei Aufgaben bewältigen, begegnen einer weißen Maus, die bestätigt, dass es sich bei Fassad um die verräterische Magypsy Locria handelte, und betreten Porkys „Halle der Erinnerungen“, in der sich verschiedene Gegenstände und Charaktere aus EarthBound befinden.
Im 100. Stock treffen sie auf Porky. Er ist durch seine Experimente mit Zeitreisen deutlich gealtert. Er kann sich nun nicht mehr selbstständig bewegen und befindet sich in einer Art spinnenförmigen Kampfmaschine, aber er ist auch unsterblich geworden. Er verhöhnt Lucas und sagt, dass der maskierte Mann bereits auf dem Weg wäre, die siebte Nadel zu ziehen. Diese befindet sich tief unter dem Empire Pork Building. Kurz bevor Lucas die Nadel erreicht, trifft er Flint. Dieser hat herausgefunden, dass der maskierte Mann in Wahrheit Lucas' verschollener Zwillingsbruder Claus ist. Porky greift Lucas und seine Freunde an und erwähnt während des Kampfes mehrmals, wie es ihm gefallen würde, wenn alles in der Welt außer ihm und dem Drachen zugrunde geht. Nachdem er besiegt wurde, schließt er sich selber in seine absolute Sicherheitskapsel ein. Hier kann ihm absolut niemand mehr Schaden anhaben, aber er kann auch absolut niemals wieder herauskommen.
Lucas erreicht die Nadel, als Claus schon kurz davor ist, sie zu ziehen. Es kommt zum Kampf zwischen Lucas und Claus. Lucas weigert sich aber, ernsthaft gegen sein Bruder zu kämpfen. Der Geist Hinawas spricht während dem Kampf immer wieder mit Claus und schafft es, seine Erinnerungen an den Tag seiner Namensgebung hervorzuholen. Überwältigt von allen Emotionen und Erinnerungen will Claus mit einem letzten Blitz Lucas auslöschen. Dieser wird jedoch auf Claus reflektiert und verwundet diesen tödlich. Claus stirbt daraufhin in Lucas’ Armen, und dieser zieht die letzte Nadel, um den Drachen zu erwecken.
Der Drache beschwört eine zweite Apokalypse herauf und vernichtet die gesamte Schweinemaskenarmee. Der Bildschirm wird dunkel und es erscheint die Meldung „The End…?“. Wenn man nun das Steuerkreuz bewegt, kann man mit den Charakteren sprechen sowie Porky in seiner Kapsel entdecken. Es haben also alle Charaktere irgendwie überlebt. Danach fangen die Credits an zu laufen. Am Ende sieht man das nun hölzerne Logo von Mother 3, um zu signalisieren, dass sämtlicher Einfluss der Chimären und Schweinemasken verschwunden ist.

### Spielmechanik
Neu an Mother 3 ist, dass man in Kämpfen sogenannte Rhythmus-Combos ausführen kann. Fast jedes Monster hat seine eigene Kampfmusik, zu welcher man im Takt den A-Knopf drücken und bis zu 16-mal hintereinander zuschlagen kann. Es gibt viele verschiedene Variationen, z. B. 15/8-Takt und immer schneller werdende Musik. Wenn man den B-Knopf gedrückt hält und dann loslässt, sprinten die Charaktere, bis man erneut B drückt oder etwas rammt (dadurch kann man schwache Gegner einfach wegrempeln). Speichern kann man hier bei allen Variationen von Fröschen (Save Frogs), während man im Vorgänger noch Telefone (oder Telefon-imitierende Vögel) aufsuchen musste. Auch hier werden die Lebenspunkte wie in Mother 2 als eine Art Tacho angezeigt, welche bei Treffern sich langsam verringern. Besiegt man den Gegner oder heilt eine beliebige Anzahl der Lebenspunkte, wird das Reduzieren abgebrochen und auch tödliche Verletzungen lassen sich damit verhindern. Die Mechanik des Spiels unterscheidet sich nicht sehr stark vom Vorgänger.

### Spielwelt
Mother 3 spielt in einer möglichen Zukunft. Fast die ganze Erde ist zerstört worden, bloß eine Inselgruppe ist übrig geblieben. Es gibt viele verschiedene futuristische Elemente wie zum Beispiel fliegende Autos und die Möglichkeit, Menschen, die fast tödlich verletzt wurden, neu zu rekonstruieren. Es treten auch Charaktere und Dinge aus Mother 2 auf, wie zum Beispiel die Dosei-san (どせいさん; Mr. Saturn in EarthBound und westlichen Titeln der Super-Smash-Bros.-Reihe). Zudem begegnet man kurz vor dem Ende des Spiels einem Raum, aus dem verschiedene Dinge aus Mother 2 zu sehen sind. Vermutlich hat Porky (siehe oben) sie mitgebracht.
Das Spiel beginnt im Dorf Tazmilly (タツマイリ村, Tatsumairi-mura) und endet mit dem finalen Kampf gegen Porky und den maskierten Mann unter dem Empire Pork Building.

### Musik
Mother 3 hat zwei Soundtrack-Veröffentlichungen hervorgebracht. Die erste, Mother 3+, wurde in Japan am 2. November 2006 veröffentlicht und besteht aus von der Crazy Ken Band (DCMC) arrangierten Liedern und einem Gesangstrack von Taeko Onuki sowie einigen Liedern aus früheren Teilen der Serie. Sie wurde später, am 1. April 2007, im iTunes Music Store in Nordamerika veröffentlicht und enthielt einen zusätzlichen Bonustrack, der auf der CD-Veröffentlichung nicht verfügbar war. Mother 3+ ist in Nordamerika nicht mehr erhältlich.
Der zweite Soundtrack, Mother 3i, wurde am 6. Februar 2007 im iTunes Music Store und bei Napster in Japan sowie bei einigen anderen Online-Musikdiensten veröffentlicht. Mother 3i ist, wie Mother 3+, aus unbekannten Gründen nicht mehr in Nordamerika erhältlich. Es wurde von Shōgo Sakai komponiert und enthält eine andere Auswahl an Musik aus dem Spiel als Mother 3+. Songs aus dem Album erscheinen auch in Super Smash Bros. Brawl in ihrer ursprünglichen oder neu abgemischten Form.
Entwickler Benimaru Itoh bemerkte auf der E3 1997, dass das Spiel wahrscheinlich das Rumble Pak in Kampfsequenzen verwenden würde, befürchtete aber, dass der Controller angesichts der zeitaufwändigen Natur von Rollenspielen für die Spieler zu umständlich werden könnte. Die Idee, die Gesichter der Charaktere neu zu zeichnen, wurde während der Entwicklung aufgegriffen. Wahrscheinlich wäre es mit einer der Mario Artist-Folgen auf dem 64DD kompatibel gewesen. Shigesato Itoi verwarf diese Idee jedoch bald wieder, da er die Fähigkeiten des 64DD mit diesem Titel nicht zur Schau stellen wollte.
Die Entwicklung des Spiels verlief holprig, nachdem es von der DD-Diskette auf die reguläre N64-Cartridge umgestellt worden war, was dazu führte, dass viel Programmierung verschwendet wurde. Zu dieser Zeit musste Satoru Iwata das Entwicklungsteam verlassen, da er andere Projekte zu bearbeiten hatte. Am 21. August 2000 bestätigte Itoi offiziell die Absage des Spiels. Auf die Frage nach der Absage des Spiels antwortete Itoi lediglich, dass er „etwas wirklich Besonderes machen wollte“. Shigeru Miyamoto und Iwata blieben optimistisch, dass das Spiel in seiner 3D-Form wiederbelebt werden könnte, aber angesichts der bevorstehenden Veröffentlichung des Nintendo Gamecube ein Jahr später hielt Itoi es für das Beste, das Spiel auf Eis zu legen. Nach der Veröffentlichung von Mother 1+2 auf dem Game Boy Advance wurde Itoi dazu inspiriert, das Projekt für den Handheld wieder aufleben zu lassen, da er den Eindruck hatte, dass die Entwicklung schneller und einfacher sein würde. Das Spiel wurde später im April 2006 veröffentlicht.
Ein Großteil der Geschichte scheint auf den Informationen zu basieren, die über die ursprüngliche Nintendo-64-Version bekannt sind, einschließlich der vier Hauptcharaktere und einer Handlung, die eine Pigmask-Armee einbezieht, aber es ist unbekannt, wie nah die Handlung an der von Mother 3 ist, da nur wenig über das Spiel bekannt ist. Viele Charaktere, Feinde und Schauplätze hatten ein ganz anderes Design, einige wurden sogar ganz gestrichen. Die ursprünglich geplante Nintendo-64-Version hatte während der Entwicklung 12 Kapitel, bevor sie in der endgültigen Version auf 9 gekürzt wurde. Die Handlung der Nintendo-64-Version war düsterer als die der GBA-Version, denn Shigesato Itoi erwähnte, dass der Endboss und sein Ende düsterer waren und die Spieler „verraten“ sollten.

## EarthBound 64
Die Entwicklung von Mother 3 begann 1994 unter dem Namen Mother 3: Chimera Forest, während der Entwicklung von Mother 2. Es wurde kurzzeitig als SNES/Super Famicom-Spiel gestartet, bevor das Projekt auf den Nintendo 64 verlagert wurde, da es ursprünglich 1996 mit kleinem Filmmaterial angekündigt worden war. Während dieser Zeit bezeichneten Fans und Spielemagazine in Übersee Mother 3 als EarthBound 64, als ob sie glaubten, dass das Spiel die Lokalisierung für den Titel haben könnte. Die Entwicklung wurde dann bald auf den Nintendo 64DD verlagert, wo es ein Launch-Titel werden sollte, aber von 1996 bis zur Nintendo Spaceworld von 1999 kam es zu vielen Verzögerungen aufgrund der Unerfahrenheit des Entwicklerteams mit der Hardware und der 3D-Grafik. Die Entwickler von Pokemon Stadium mussten dem Mother 3-Team oft bei der Entwicklung helfen.

## Fan Games
2014 wurde bestätigt, dass es 2016 einen Ableger der Mother-Reihe geben werde. Dieser wird von Fans erstellt, ist daher kein offizielles Spiel der Reihe. Die Hauptfigur wird ein Junge namens Travis sein. Welchen Bezug er auf die anderen Hauptfiguren aus den vergangenen Spielen hat, ist noch nicht klar. Der erwartete Termin konnte allerdings nicht eingehalten werden und das Spiel wurde verschoben. Nachdem mehrere Fan-Projekte wegen Urheberrechtsverletzung gegenüber Nintendo eingestellt werden mussten, beschloss das Entwicklerteam von Mother 4 im März 2017 das Spiel vollständig zu überarbeiten und vorsichtshalber sämtliche Bezüge zu den ursprünglichen Mother-Spielen zu entfernen. Im Januar 2020 wurde bekanntgegeben, dass das Projekt unter dem neuen Namen Oddity fortgesetzt werden soll. Einen konkreten Erscheinungstermin gibt es aber bisher noch nicht.

## Gemeinsamkeiten
Die Spiele der Mother-Reihe spielen in ein und derselben Welt, auch wenn sich diese von Spiel zu Spiel verändert hat. Ein paar Beispiele:
- Der Endgegner des ersten Mother heißt Giygas (Im japanischen Gyiyg). In Mother 2 steht im Vorspann „Gyiyg strikes back!“ (bzw. „The war against Giygas!“ in Earthbound, der US-amerikanischen Version des Spiels), was darauf hinweist, dass er schon einmal die Welt bedroht haben muss.
- Im Laufe der Handlung von Mother 2 werden zahlreiche berühmte Persönlichkeiten, wie zum Beispiel Albert Einstein, Werner Heisenberg und Benjamin Franklin erwähnt, also Personen, die in „unserer“ Welt lebten. Die Handlung von Mother 2 findet quasi in der echten Welt statt (auch wenn diese um einige fiktive Orte erweitert wurde).
- Der Endgegner aus Mother 3 ist Porky, der ehemalige Nachbar von Ness aus Mother 2, wodurch diese beiden Teile eindeutig eine zusammenhängende Handlung besitzen.
- Der Franklin Badge und die Mr. Saturns tauchen in Mother 2 und 3 auf. In Mother 1 und 2 kann man u. a. gegen Krähen und Hippies kämpfen; bei letzteren ist sogar die Musik gleich geblieben. Im 1., 2. und 3. Teil gibt es u. a. Mr. Batty zu bekämpfen
- In Mother 3 gibt es eine Halle mit Gegenständen aus Mother 1 und 2, sowie die musikalische Untermalung von Musikstücken der Vorgänger wie z. B. der 8 Melodien aus dem ersten sowie aus dem zweiten Teil.

## Innovationen
Was die Mother-Serie von anderen Spielen unterscheidet, ist die Tatsache, dass sie sich von den Pfaden traditioneller Rollenspiele abwendet und sich in einer völlig querdenkenden und unorthodoxen Weise präsentiert. In der Zeit, in der das erste Mother erschien, waren Rollenspiele meist in einer mittelalterlichen Welt angesiedelt, in der Ritter gegen böse Drachen, Magier oder Könige kämpften und dafür Magie und Schwerter verwendeten.
In Mother 1 hingegen machen sich zwei kleine Jungen (Ninten, Lloyd), ein Mädchen (Ana) und der Anführer einer Bande gesetzesloser Jugendlicher (Teddy) auf den Weg, das böse Alien Gyiyg zu vertreiben, welches die Erde terrorisiert und bedroht. Um Gyiyg zu erreichen, müssen sie sich mit Monstern wie zum Beispiel streunenden Hunden, Hippies, wildgewordenen Autos, abstrakter Kunst oder Fischen auseinandersetzen. Zur Verteidigung benutzen sie PSI-Kräfte und Waffen wie Baseballschläger, Bratpfannen, Laserpistolen und Buttermesser.
In Mother 2 kann Ness u. a. Fahrrad fahren, Pizza bestellen, ein Verkaufschild aufstellen, um seine Items zu verkaufen, sich teleportieren, Bus fahren und noch viele weitere kuriose Dinge, die vorher nie in Videospielen vorkamen, durchführen. Die Gegner sind hier neben Aliens und UFOs u. a. verrückte Enten, grummelige Ziegen, Bären, nervige alte Party-Männer (annoying old party man), seltsame Frauen (Extra Cranky Lady), Hydranten, Dinosaurier und Starmen. Zu den Waffen zählen neben Baseballschlägern unter anderem auch Bratpfannen, Yo-Yos, Schleudern und Flaschenraketen.
In Mother 3 verläuft die Handlung sehr linear; im Vergleich zum Vorgänger gibt es hier nicht viele mögliche Abweichungen von der Haupthandlung (außer in Kapitel 7) und man kann lediglich einige Gegner vorerst überspringen und zu einem späteren Zeitpunkt deutlich stärker zurückkehren. Die Gegner wurden größtenteils neu erstellt und sind meist Kreuzungen aus zwei Tieren oder einem Tier mit einem Gegenstand (Rhinozerocket, Cactus Wolf, Dog Fish etc.).

## Mother-Elemente in anderen Spielen
Ness tritt auch in allen Ablegern der Super-Smash-Bros.-Reihe auf und wurde dadurch auch in Europa bekannt. In dem dritten Teil der SSB-Reihe (Smash Bros. Brawl / Wii) und als DLC in Super Smash Bros. for 3DS/Wii U tritt auch Lucas, der Held aus Mother 3, auf. Die Mr. Saturns können seit dem 2. Teil von Smash Bros. (Melee) als Gegenstand verwendet und geworfen werden, die Franklin Badges gibt es seit dem dritten Teil (Brawl) und können verwendet werden, um gegnerische Geschosse zu reflektieren. Pokey taucht im Story Modus des dritten Teils als Bossgegner in seinem Spidermech auf und sämtliche Charaktere sind seit der Einführung von freischaltbaren Trophäen (ab Melee) als solche zu finden. Einige Gebiete der Mother-Serie, darunter Magicant, Onett, Fourside und New Pork City, tauchen als Stages in der Smash-Bros.-Serie auf.

## Rezeption
Das Spiel hatte beim Erscheinen in den USA nur mittelmäßige Bewertungen erhalten, in den Jahren danach aber eine große Fanszene aufgebaut und gilt mittlerweile als Kultspiel.

## Soundtrack
Für Mother ist außerdem ein offizieller Soundtrack erschienen, in dem viele im Spiel befindliche Stücke neu aufgelegt und mit Text versehen wurden.